# La Troisième Rive du fleuve
Pour plus de détails, voir Fiche technique et Distribution.
La Troisième Rive du fleuve (A Terceira Margem do Rio) est un film brésilien réalisé par Nelson Pereira dos Santos, sorti en 1994. C'est l'adaptation du conte du même nom écrit par João Guimarães Rosa et inclus dans la recueil Primeiras Estórias publié en 1962. Le film fait partie de la sélection officielle de la Berlinale 1994.

## Synopsis
Un homme d'âge mûr quitte famille et amis pour vivre isolé au milieu d'une rivière dans le centre du Brésil. Lorsque sa petite fille Nhinhinha nait, il s'avère qu'elle dispose de pouvoirs magiques.

## Fiche technique
- Titre original : A Terceira Margem do Rio
- Titre français : La Troisième Rive du fleuve
- Réalisation : Nelson Pereira dos Santos
- Scénario : Nelson Pereira dos Santos d'après João Guimarães Rosa
- Pays d'origine : Brésil, France
- Format : Couleurs - 35 mm - 1,85:1 - Stéréo
- Genre : drame
- Durée : 98 minutes
- Date de sortie :
  -  Allemagne : 20 février 1994 (Berlinale 1994)

## Distribution
- Barbara Brandt : Nhinhinha
- Laura Lustosa : reporter
- Sonja Saurin : Alva
- Ilya São Paulo : Liojorge